# Очень страшное кино
«О́чень стра́шное кино́» (англ. Scary Movie) — американский комедийный слэшер 2000 года от режиссёра Кинена Айвори Уэйанса, пародирующий известные фильмы ужасов. В США фильм собрал $157 019 771, в остальном мире $121 000 000, что в общей сложности составило $278 019 771. Данный фильм является самым коммерчески успешным фильмом из серии. Наименование фильма «Scary Movie» (с англ. — «Страшное кино») было одним из рабочих названий для «Крика», который также был выпущен компанией Dimension Films.
Премьера фильма в США состоялась 7 июля 2000 года, а в России — 19 октября того же года.

## Сюжет
В «прологе» к фильму девушка Дрю Деккер разговаривает по телефону с незнакомцем, будто бы попавшим не туда. Очень скоро она понимает, что её собеседник — маньяк, и что он хочет её убить. Она пытается сбежать от него, сначала по ошибке избив школьников, наряженных на Хэллоуин и позвонивших ей в дверь дома. Дрю выбегает из дома, по пятам преследуемая маньяком. В ходе погони он срывает с неё одежду, оставляя на ней только нижнее белье. Ей почти удаётся убежать, но её случайно сбивает машина отца, отвлёкшегося от вождения из-за минета, который ему делала жена.
На следующий день другая девушка Синди Кэмпбелл, обсуждая смерть Дрю с её друзьями — Бобби, Брендой, Рэем, Баффи и Грэгом, — высказывает свои опасения по поводу того, что это произошло спустя ровно год после одной трагедии. Тогда все шестеро случайно сбили своим автомобилем человека, сбросили его тело в озеро и решили никому об этом не говорить. Друзья Синди не придают этому значения. На уроке Синди в окне видит человека в странном костюме и в маске. Затем у неё на столе обнаруживаются записки, странным образом попавшие на её парту. В них сообщается, что некто знает о том, что они убили человека. В тот же день Грэг после принятия душа находит в своём шкафчике для вещей фото с изображением собственного маленького члена с надписью: «Я знаю!». Грэг показывает фото друзьям, а Синди вспоминает про записки. Она говорит, что надо обратиться в полицию, но Грэг сильно избивает её и запрещает впредь вспоминать всем друзьям про то убийство.
После школы ребята идут на конкурс красоты, где должна была выступать Баффи. Во время задания на артистичность Баффи видит, как сзади к Грэгу подходит убийца и кричит ему. Тот оборачивается, но маньяк успевает воткнуть нож ему в живот. Девушка кричит, чтобы кто-нибудь пошёл на помощь, но все думают, что это всего лишь текст выступления. Убийца перерезает горло Грэгу и уходит, а публика признаёт Баффи гениальной актрисой, и она выигрывает конкурс. После выступления она и остальные решают, что это очередной розыгрыш Грэга, и спокойно расходятся по домам. Синди принимает ванну, когда ей звонит убийца с угрозами. Девушка, одевшись, выходит из ванной и разговаривает по телефону с ним. Маньяк прячется у неё за диваном, и Синди обнаруживает его. Убийца бежит за ней, а девушка забегает в свою комнату и оттуда отправляет «маячок» в полицию. Маньяк тут же исчезает. В открытое окно Синди залезает её парень — Бобби. У него из карманов выпадают нож и перчатки. Синди сдаёт его полиции.
После этого она боится быть дома одна и ночует у Баффи. Ночью убийца вновь звонит и говорит Синди, что полиция забрала не того. На следующий день она встречает в школе Бобби, которого уже выпустили, и верит в его невиновность. Синди говорит Мелкому, что хочет только их компанией по-тихому собраться у себя дома, но Мелкий зовёт всех в школе. Вечером все собираются у Синди, и начинается вечеринка. Одна девушка спускается в подвал за пивом, где её и убивает маньяк. Синди и Бобби запираются одни в комнате и занимаются сексом. После Бобби рассказывает Синди, что Баффи и Грэг убиты. В комнату врывается убийца и нападает на Бобби. Синди убегает в гостиную, где и встречает Мелкого. Спустившийся раненый Бобби застреливает его, и оказывается, что они с Рэем подражают убийце. Рэй достаёт из кладовки связанного отца Синди. Затем Рэй протыкает Бобби несколько раз ножом, а его самого убивает сзади настоящий убийца. Между ним и Синди начинается драка, в ходе которой маньяк вылетает из окна. Приезжает полиция, но убийца уже сбегает.
Синди едет в участок, где она понимает, кто же убил её друзей. Все аргументы указывают на старшего брата Баффи — Дуффи, который знал о том, что ребята убили человека. Так как Дуффи работает полицейским, шериф быстро начинает искать его. Но Дуффи в участке не оказывается. Синди и шериф выбегают на улицу, где видят тачку, в которой уезжает перевоплотившийся в мачо Дуффи и репортёр Гейл Хэйлшторм. Из неё выпадает мешок с маской и ножом. Шериф обречённо опускает плечи и уходит в участок. Синди встаёт посреди дороги и громко кричит в небо: «НЕТ!». Спустя мгновение её сбивает машина.
В начале заключительных титров следует сцена с Мелким, который предположительно дает рекомендации, как выжить при просмотре фильма ужасов, но фактически разъясняет правила успешного ограбления магазина. Это является пародией на правила из «Крика». Завершает фильм короткая сценка с Дуффи, намеревающимся порвать отношения с пылесосом.

## В ролях
| Актёр                  | Роль                                 |
| ---------------------- | ------------------------------------ |
| Анна Фэрис             | Синди Кэмпбелл                       |
| Реджина Холл           | Бренда Микс                          |
| Шон Уэйанс             | Рэй Уилкинс                          |
| Марлон Уэйанс          | Мелкий                               |
| Джон Абрахамс          | Бобби Принц                          |
| Шеннон Элизабет        | Баффи Гилмор                         |
| Лохлин Манро           | Грег Филипп                          |
| Дейв Шеридан           | Дуффи Гилмор / Убийца                |
| Шери Отери             | Гэйл Хэйлшторм                       |
| Кармен Электра         | Дрю Декер                            |
| Курт Фуллер            | шериф                                |
| Кинен Айвори Уэйанс    | раб (камео)                          |
| Джеймс Ван Дер Бик     | Доусон Лири (камео)                  |
| Джейн Трка             | мисс Самец                           |
| Дэвид Лендер           | директор «Скуигги» Скуиггман (камео) |
| Рик Дукоммун           | отец Синди Кэмпбелл                  |
| Марисса Джэрет Винокур | девушка в гараже Джилл (камео)       |
| Андреа Немет           | Хизер                                |
| Келли Коффилд          | учительница истории (камео)          |

## Создание

### Сценарий
Сценарий фильма вобрал в себя два пародийных сценария, приобретённые студией «Dimension Films» в 1998 году. Первый сценарий носил название «Прошлым летом я закричал, потому что Хеллоуин выпал на Пятницу 13-е» (написан братьями Шоном и Марлоном Уэйансами и Филом Бэуманом), а второй «Крикни, если ты знаешь, что я сделал на прошлый Хеллоуин» (написан Джейсоном Фридбергом и Аароном Селцером). Хотя в титрах все пятеро указаны, как сценаристы, из сценария Фридберга и Селцера в итоговый фильм не вошло почти ничего.
В сценарии была сцена, в которой в качестве камео должна была сняться Джейми Ли Кёртис: когда Синди удирает от убийцы по лестнице, она должна была обнаружить её в стенном шкафу.

### Кастинг
Пародирование роли Дрю Декер было предложено актрисе Дженни Маккарти, которая отказалась и предпочла сняться в фильме «Крик 3», который также выходил на экраны в 2000 году, однако спустя 3 года Дженни снялась в «Очень страшное кино 3». На роль же Бренды Микс была приглашена певица Алия, но та тоже отказалась, а после выхода фильма на экраны погибла в результате катастрофы. Также эту роль предлагали певице Lil’ Kim.
Роли Синди и Бобби были предложены Алисии Сильверстоун и Джареду Лето, но оба отказались.

### Съёмки
Съёмки фильма проходили в период с 11 августа 1999 по 17 января 2000 года. Режиссёр фильма Кинен Айвори Уэйанс снялся в эпизодической роли раба, появляющегося в рекламном ролике ленты «Амистад 2».
Только в версии, демонстрировавшейся в кинопрокате США, Бренда, смотря в кинотеатре фильм «Влюблённый Шекспир», делала нелестный комментарий в отношении игравшей там Гвинет Пэлтроу, говоря «Brad Pitt’s ex-girlfriend is a real freak. She dressed up like a man» (Бывшая тёлка Бреда Питта реально урод. Она же одета как мужик). Очевидно, продюсер фильма Харви Вайнштейн счёл это слишком оскорбительным, потому что во всех фильмокопиях для иностранного проката, а также для фильмокопий, с которых потом делались печати для VHS, DVD и Blu-Ray, Реджина Холл переозвучила эту реплику Бренды на другую — «She’s about to get it on with Shakespeare. She dressing like a man» (Она вот-вот сцапает Шекспира. И одета она как мужик). В русском дубляже Бренда и вовсе говорит «Бывшая тёлка Бреда Питта собирается раздвинуть свои…».
В DVD-издании отдельно представлены шесть вырезанных сцен. Существует также черновая версия, в которой содержится множество альтернативных и не попавших в театральную версию сцен, которых нет даже в материалах DVD. В то же время, в этой версии отсутствуют сцены, присутствующие в театральной: например, полностью отсутствуют трейлер «Амистада 2» и сцена, где Мелкий и маньяк пародируют рекламу пива «Whassup?». В то же время эта версия содержит больше крови: в сцене смерти Баффи убийца не отрезает ей голову, а вспарывает живот и выворачивает внутренности.
По причине того, что в фильме, как уже сказано выше, очень много шуток расистского содержания, то в таком виде фильм не могли допустить к телепоказу и поэтому специально для телеверсии фильма Кинену Айвори Уэйансу параллельно пришлось снять ряд малозначимых сцен, которые были вмонтированы в видеоряд в обмен на сцены, которые ему пришлось вырезать, чтобы не нарушать хронометраж фильма. Эти сцены тоже отсутствуют в дополнительных материалах, а сама телеверсия на носителях никогда не издавалась.
Через 3 месяца и 10 дней после выхода фильма вышел другой фильм «Ну очень страшное кино», очень похожий на «Очень страшное кино» и также пародирующий фильм «Крик». Данный фильм планировался на большой экран, но успех «Очень страшного кино» мог стать ему серьёзной конкуренцией, и поэтому картину выпустили сразу на видео.

## Связи с другими частями серии
- Персонажи Синди Кэмпбелл и Бренда Микс появляются в каждом фильме серии «Очень страшное кино», кроме 5 части фильма.
- Только эта и пятая части серии «Очень страшное кино» были выпущены со сравнительно небольшим бюджетом. Бюджет второй, третьей и четвёртой частей составлял по 45 млн долларов.
- В конце каждой из частей «Очень страшного кино» одного из героев сбивает машина (в первой части машина сбивает Синди, во второй части Мелкий на машине сбивает Хэнсена, в третьей части машина сбивает Коди, в четвёртой части автобус сбивает Джеймса Эрла Джонса, в пятой части в сцене после титров Линдси Лохан сбивает на машине Чарли Шина).

## Пародии

### Имена персонажей
- Синди Кэмпбелл — пародирование имён актрисы Нив Кэмпбелл и её героини из киноквадрологии «Крик» Сидни Прескотт (имя Синди созвучно Сидни). Небольшая часть сюжетной линии взята от персонажа Джули Джеймс из «Я знаю, что вы сделали прошлым летом».
- Бобби Принц — персонаж пародирует Билли Лумиса из «Крика», фамилия является отсылкой к актёру Фредди Принцу-младшему, сыгравшему одну из главных ролей в «Я знаю, что вы сделали прошлым летом» и его сиквеле.
- Грэг Филипп — персонаж пародирует Барри Кокса из «Я знаю, что вы сделали прошлым летом», фамилия является отсылкой к сыгравшему его актёру Райану Филлиппу.
- Баффи Гилмор — персонаж пародирует Татум Райли из «Крика» и Хелен Шиверс из «Я знаю, что вы сделали прошлым летом», которую сыграла Сара Мишель Геллар; имя пародирует главную героиню из сериала «Баффи — истребительница вампиров» Баффи Саммерс, которую тоже сыграла Геллар.
- Дуффи Гилмор — пародия на офицера Дьюи Райли из «Крика».
- Дрю Декер — пародирование имён актрисы Дрю Бэрримор и её героини из «Крика» Кейси Бейкер.
- Гейл Хейлсторм — ссылка на Гейл Уэзерс, репортёра из «Крика» (фамилия Уэзерс (англ. Weathers) переводится как «погода», Хейлсторм (англ. Hailstorm) — «ливень»).
- Рей Уилкинс — частичное пародирование Рэя Бронсона (персонаж Фредди Принца-младшего из «Я знаю, что вы сделали прошлым летом» и «Я всё ещё знаю, что вы сделали прошлым летом»).
- Бренда Микс — пародирование имён актрисы Бренди Норвуд, сыгравшей Карлу Уилсон в «Я всё ещё знаю, что вы сделали прошлым летом» и персонажа Ренди Микса из серии фильмов «Крик».

### Фильмы и сериалы
- «Крик» — основная пародия фильма, сюжет, персонажи и Призрачное лицо.
- «Я знаю, что вы сделали прошлым летом» — основная пародия фильма, сюжет и персонажи.
- «Я всё ещё знаю, что вы сделали прошлым летом» — персонаж Бренда Микс пародирует персонажа Карлу Уилсон, а Рэй Уилкинс пародирует Тайрелла.
- «Крик 2» — сцена смерти Рэя и Бренды в кинотеатре; Синди, убегая от Убийцы по лестнице, бросает в него сначала вазу, потом велосипед.
- «Ведьма из Блэр: курсовая с того света» — сцена убийства оператора, снятая «от первого лица», и исповедь репортёра.
- «Шестое чувство» — фраза Коула: «Я вижу мертвецов», которую произносит Мелкий, находясь под кайфом.
- «Матрица» — киноприёмы в финальной драке между Убийцей и Синди (застывание в воздухе и бег по стенам).
- «Худеющий» — в прологе Дрю сбивает её отец, когда жена делает ему минет.
- «Американский пирог» — Синди, занимаясь сексом с Бобби, спрашивает его: «Как моё имя?».
- «Подозрительные лица» — финальная сцена: юродивый полицейский Дуффи становится нормальным человеком.
- «Основной инстинкт» — сцена, где мисс Самец раздвигает ноги.
- «В тупике» — сцена, когда Рэй пытается ударить ножом Бобби.
- «Сияние» — в начале фильма отец Синди просовывает голову в дверь (пародия на Джека с фразой «А вот и Джонни»); убийца, прежде чем появиться перед девушкой Баффи в раздевалке, произносит «Redrum».
- Смертельная битва — Синди применяет на Убийце знаменитый ножной приём «велосипед», известный по серии компьютерных игр «Mortal Kombat» в исполнении Лю Кана.
- «Хэллоуин» — убийца наблюдает со двора школы за Синди, сидящей в классе.
- «Амистад» — в кинотеатре показывают трейлер вымышленного фильма «Амистад 2».
- «Пятница, 13-е» — момент, когда Убийца, находясь под кайфом, пугает Мелкого и других. В русском дубляже звук отсутствует.
- «Бухта Доусона» — Синди и Бобби собираются заняться сексом, а в этот момент в окне появляется персонаж Джеймса Ван Дер Бика, его появление сопровождается музыкальной композицией «I Don’t Wanna Wait» в исполнении Полы Коул, главной темой сериала, в котором Ван Дер Бик сыграл главную роль.

### Реклама
- Сцена, в которой Мелкий и маньяк кричат друг другу «Чувак!» по телефону, пародирует известную в США рекламу пива Budweiser «Whassup?[англ.]», которая в то время часто транслировалась по телевидению. Данная серия рекламных роликов стала одним из популярных интернет-мемов, и, помимо «Страшного кино», была неоднократно спародирована в веб-сериале «Надоедливый апельсин», а также ряде ситкомов.

## Награды и номинации

### Награды
Премия канала MTV 2001 года
- Лучшая эпизодическая роль (Джеймс Ван Дер Бик)

### Номинации
- Женский прорыв года (Анна Фэрис)
- Лучший поцелуй (Джон Абрахамс, Анна Фэрис)